# برانسن وب
برانسن وب (انگلیسی: Bronson Webb؛ زادهٔ ۲۰ فوریهٔ ۱۹۸۳) بازیگر اهل بریتانیا است. وی از سال ۱۹۹۴ میلادی تاکنون مشغول فعالیت بوده‌است.
از فیلم‌ها یا برنامه‌های تلویزیونی که وی در آن نقش داشته‌است، می‌توان به قلمرو بهشت، پن، پاک، هری پاتر و زندانی آزکابان، تاوان، شوالیه تاریکی، راکنرولا، دریاچه بهشت، ناپدیدشدگان، رابین هود، طبیعت بی‌جان، دزدان دریایی کارائیب: سوار بر امواج ناشناخته، دوستانت را بکش، ویکتور فرانکنشتاین، روگ وان، زمستان در راه است، تودورها و انگشتر اشاره کرد.